# バーナード・スポルスキー
バーナード・スポルスキー（Bernard Spolsky、1932年ニュージーランド生まれ、2022年8月20日イスラエルにて死去）は、バル＝イラン大学（イスラエル）の言語学名誉教授。
専門は社会言語学、教育言語学、応用言語学。
スポルスキーの著作は、言語テスト、第二言語習得、人文科学におけるコンピュータ、応用言語学、社会言語学、言語政策に関連している。

## 生涯
ヴィクトリア大学ウェリントン・カレッジで学んだ。モントリオール大学で言語学の博士号を取得した。